# Ranella
Ranella es un género de gasterópodos marinos con forma de caracola propios de aguas cálidas de mares tropicales. Se encuentra encuadrada dentro de la familia Ranellidae.
Su concha es sólida, larga, espiralada, con una apertura redondeada, con un canal sifonal conspicuo, inclinado hacia la izquierda. Posee varices, costillas, redondeadas y llamativas, lo que dota de una textura especial a dicha concha.

## Especies
- Ranella olearium Linnaeus, 1758
- Ranella parthenopaeum von Salis, 1793. Algunos autores no la consideran una Ranella, sino un género distinto, en el que recibiría el nombre de Cymatium parthenopeum (von Salis, 1793)
- Ranella australasia (Perry, G, 1811)